# Round & Round (New Order)
Round & Round è un singolo del gruppo musicale britannico New Order, il secondo estratto dall'album Technique e pubblicato nel 1989.

## La canzone
Round & Round parla del rapporto che allora si stava sempre più inasprendo tra i New Order e Tony Wilson, proprietario della Factory Records, l'etichetta discografica che pubblicò quasi tutto il materiale del gruppo. Nel documentario New Order Story, Bernard Sumner disse che all'inizio non voleva che il testo trattasse delle tensioni con Wilson, ma ammise che durante la sua stesura aveva avuto sempre più discussioni e litigi con quest'ultimo e che alla fine finirono per essere l'argomento principale dei versi.
Fu registrato nuovamente per la pubblicazione insieme al produttore Stephen Hague, che aveva già collaborato con il gruppo per True Faith. È una delle composizioni più smaccatamente dance della loro carriera, con pochissime parti suonate da strumenti analogici, come la chitarra e il basso elettrico. Inoltre, come di consueto per la maggior parte dei brani del gruppo, il suo testo non contiene le parole del titolo.

## Copertina
La copertina del singolo è opera della Peter Saville Associates ed è simile a quella dell'album Technique, tranne che per la statua rappresentata e per il diverso grado di solarizzazione (che cambia di edizione in edizione). Sempre di consuetudine nelle opere dei New Order, non è scritto il titolo del brano ma è riportato solo un verso da esso, in questo caso "The picture you see is no portrait of me".

## Pubblicazione
Round & Round venne scelta per essere pubblicata su 45 giri da Tony Wilson contro il volere dei New Order, che invece volevano rilasciare Vanishing Point (sempre di Technique). Il gruppo registrò tre versioni del singolo:
- La versione dell'album, caratterizzata da una sezione ritmica molto enfatizzata, così come il basso. Si conclude in modo brusco, con l'entrata repentina e inaspettata di un rullante che, amplificato, interrompe il giro di accordi del sintetizzatore.
- La versione su vinile a sette pollici (3:59), co-prodotta con Stephen Hague, ha invece una melodia più marcata, synth pads e dei cori. La struttura è più o meno identica a quella originale dell'album, ma il finale è diverso: esso infatti consiste nella ripetizione dell'intro strumentale che mano a mano si dissolve. Questa registrazione fu quella utilizzata nel videoclip. Sumner rimarcò in un'intervista radiofonica con Terry Christian a Key 103 che non amava per niente la pletore di remix del brano e che l'unico che gli piacesse era proprio il Stephen Hague Radio-Remix.
- La versione su vinile a dodici pollici (6:50) ha un inizio molto lungo, di 2:45 in cui è presente solo la drum machine e saltuariamente qualche accordo di synth, che poi sfocia nella vera e propria canzone, che è in pratica uguale al remix 7". L'unica cosa in cui differenzia è la presenza di altre tastiere, un assolo di pad e la ripetizione assidua del verso "It makes me act like a child". Il finale è uguale a quello dell'"album version", ma è assente il rullante.

Queste versioni e i molteplici remix che ne furono fatti vennero distribuite in una ventina di formati tra 7", 12" e CD, molti dei quali con copertine uniche.
Round & Round apparve in molte antologie dei New Order e in mix diversi. Per esempio nel 1994, venne nuovamente remixata da Stephen Hague (che colse l'occasione per rimuovere il troppo riverbero della versione 7") insieme a Mike 'Spike' Drake per (the best of) New Order.

### Lati B
La maggior parte dei lati B di Round & Round sono delle strumentali, come Best & Marsh, originariamente scritto per l'omonima serie televisiva nella quale recitavano i calciatori George Best e Rodney Marsh. L'edizione in CD presentava anche una versione strumentale di Vanishing Point, prodotta per la serie della BBC Making Out.

## Video musicale
Il videoclip per Round & Round è composto da una serie di inquadrature in bianco e nero di giovani ragazze nude (tra cui spiccano Veronica Webb, Fabienne Terwinghe, la quarta ad apparire ed Elaine Irwin Mellencamp, l'ultima), riprese dalla testa alle spalle, che fanno cose casuali, come muoversi e parlare (ma quel che si dicono non si può udire). Esse sono a volte alternate dalle medesime scene però a colori e filmati di statue e fiori.
Durante le riprese delle varie modelle, si è deciso di concentrarsi maggiormente su una di esse (Patty Sylvia) per la produzione di un video alternativo in cui c'erano solamente sue inquadrature (sia in bianco e nero che colorate). Anche la seconda moglie di Bernard, Sarah, venne inclusa nel corto ma, poiché raramente è apparsa in pubblico, non si capisce quale sia.

La foto solarizzata di un piccolo busto di Luigi XIV di Francia venne utilizzata come copertina del singolo

## Tracce
Testi e musiche di Gillian Gilbert, Peter Hook, Stephen Morris e Bernard Sumner
7" (Regno Unito)
- Lato A

1. Round & Round – 4:02

- Lato B

1. Best & Marsh – 3:34

12" (Regno Unito)
- Lato A

1. Round & Round – 6:52

- Lato B

1. Best & Marsh – 4:26

12" – Round & Remix (Regno Unito)
- Lato A

1. Round & Round (Club Mix) – 7:07

- Lato B

1. Round & Round (Detroit Mix) – 6:29

CD singolo (Regno Unito)
1. Round & Round (Seven Inch) – 4:02
2. Vanishing Point (Instrumental Making Out Mix) – 5:13
3. Round & Round (Twelve Inch) – 6:52
4. Best & Marsh (Seven Inch) – 3:34

CD singolo – Round & Remix (Regno Unito)
1. Round & Round (Club Mix) – 7:07
2. Round & Round (Twelve Inch Mix) – 6:52
3. Round & Round (Detroit Mix) – 6:29

## Classifiche
| Classifica (1989)                     | Posizione massima |
| ------------------------------------- | ----------------- |
| Irlanda                               | 10                |
| Nuova Zelanda                         | 13                |
| Regno Unito                           | 21                |
| Regno Unito (independent)             | 2                 |
| Stati Uniti                           | 64                |
| Stati Uniti (alternative)             | 6                 |
| Stati Uniti (hot dance club)          | 1                 |
| Stati Uniti (hot dance singles sales) | 5                 |